# 2-я Белогорская улица
2-я Белого́рская у́лица (до 1986 года — улица Островского) — улица в Москве ЮЗАО в районе Южное Бутово. Улица расположена от Варшавского шоссе до Горловского проезда. Застроена частными домовладениями.

## Происхождение названия
До вхождения в состав Москвы улица располагалась в посёлке Бутово и носила имя драматурга Александра Островского. 6 февраля 1986 года после вхождения посёлка в состав Москвы переименована в честь крымского города Белогорска по аналогии с 1-й Белогорской улицей.

## Почтовое и телеграфное обслуживание
2-я Белогорская улица, как и 1-я Белогорская улица, обслуживается почтовым отделением 117623.

## Примечательные здания и сооружения

### По нечётной стороне
- № 3 — питомник кавказских овчарок «Хранитель гор».

## Дорожное движение
Улица асфальтирована, имеет 1 полосу движения, не имеет разметки и дорожных знаков на всём протяжении. Встречный разъезд затруднён. Сквозной проезд по улице невозможен из-за участка в северной части, через который возможно лишь пешеходное и велосипедное движение.